# Герб Либерии
Герб Либерии представляет собой щит, на котором изображён корабль XIX века, прибывающий в Либерию. Корабль символизирует суда, которые привозили освобождённых рабов из Соединённых Штатов в Либерию. Над щитом расположен развёрнутый свиток, на котором начертан национальный девиз Либерии: «Любовь свободы привела нас сюда» (англ. The love of liberty brought us here), под щитом также помещён свиток, где указано официальное название страны — Республика Либерия (англ. Republic of Liberia).

## Символика
Плуг и лопата представляют достойный труд, напряжённую работу, призванные принести процветание нации, рождение которой символизирует восходящее над морем солнце. Пальма нашла отображение на гербе как наиболее универсальный источник питания для либерийцев, в конечном итоге это дерево представляет процветание. Над кораблём летит белый голубь с развёрнутым свитком — актом о независимости страны, символизируя дыхание мира.

## История
|  | Герб Либерии 1889 г. |
|  | Герб Либерии 1921 г. |
|  | Герб Либерии 1963 г. |